# Adrian Ursea
Adrian Ursea (n. 14 septembrie 1967, Slobozia, România) este un fotbalist român liber de contract, care joacă pe post de mijlocaș.
S-a născut în Slobozia, și a făcut școala la Ploiești.

## Cariera de jucător
Ursea a jucat 180 de mecuri pentru Petrolul Ploiești și a jucat pentru câteva cluburi din Elveția. A renunțat la universitate unde urma să obțină o diplomă de inginer petrolier. 

## Cariera de antrenor
După ce a jucat cu Hagi, Popescu, Răducioiu, Lupescu a intrat în lumea antrenoratului . A fost antrenor secund al echipei OGC Nice în perioada 2016-2018 și apoi din 2019. La 4 decembrie, după demiterea lui Patrick Vieira, a fost numit antrenor al aceleiași OGC Nice.

## Legături externe
- Biografie Adrian Ursea cooperation.ch fr